# マブラヴ ALTERED FABLE
『マブラヴ ALTERED FABLE』（Muvluv オルタード フェイブル）は、成人向けゲームメーカー âge（アージュ）が2007年8月31日に発売した成人向けPCゲーム。2006年に発売された『マブラヴ オルタネイティヴ』のファンディスクである。

## 概要
本作はファンディスクであるため、「マブラヴ オルタネイティヴ」本編のアフターエピソード『かがやく時空（とき）が消えぬ間に』や、BETAと対戦できる戦略シミュレーションゲーム『暁遙かなり』、テックジャイアン誌で連載されている小説「マブラヴ オルタネイティヴ トータル・イクリプス」の第1話、第2話を収録したオーディオ・ビジュアルノベル『マブラヴ オルタネイティヴ トータル・イクリプス ビジュアルノベル』、インターネットラジオ「君のぞらじお」内で放送されている「マブラヴラジオ」の特別版『マブラヴラジオ 出張版』などが収録されている。
作品そのものは成人指定であるが、『マブラヴ オルタネイティヴ トータル・イクリプス ビジュアルノベル』については全年齢対象である。

## かがやく時空（とき）が消えぬ間に
『マブラヴ オルタネイティヴ』最終章のその後の世界を描いたアドベンチャーゲーム（ただしゲーム開始時にマブラヴ オルタネイティヴ本編とは一切関係が無い、との注釈が入る）。マブラヴ本編には登場しないキャラクターが多々出演する。途中シリアスな展開にも発展するが、基本的にはドタバタラブコメディである。

### 登場キャラクター
白銀 武（しろがね たける）
声：相庭剛志
主人公。白陵大付属柊学園3年生。普段は面倒くさがりだが、本当は男らしく、やるときはやる性格で、クラスの中心的存在。仲間想いの好漢で、勉強も運動もそれなりにこなすため、級友達からも慕われている。また、何かと異性にモテるため「恋愛原子核」とあだ名がついた。
鑑 純夏（かがみ すみか）
声：藤原理加
武の家の隣に住む幼馴染で、ケンカもよくするが、基本的に仲は良い。赤毛につけた巨大なリボンと触角の様な髪の毛がトレードマーク。武曰く「95万P（パワー）」で、必殺技の「どりるみるきぃぱんち」は、相手を電離層まで吹き飛ばすほどの威力があり、「どりるみるきぃふぁんとむ」に至っては、技を放った彼女自身も電離層まで吹き飛ぶ。
運動神経がよく、特にスキーはかなりの腕前。武のことは「タケルちゃん」と呼ぶ。部屋は武の部屋と向かい同士。
御剣 冥夜（みつるぎ めいや）
声：奥田秋
武の家に転がり込んで生活を共にする大財閥「御剣家」の娘。悠陽は姉。なぜか帯刀しているが、誰も文句は言わない。言葉遣いは「〜するがよい」「〜であるぞ」など、独特の言い回しで喋る。お嬢様特有の世間知らずで天然。武のことは「タケル」と呼び捨て。
御剣 悠陽（みつるぎ ゆうひ）
声：吉田恭子
武の家に転がり込んで生活を共にする大財閥「御剣家」の娘。冥夜は妹。妹と異なり彼女は長刀を愛用する他、言葉遣いも「〜でございます」等の高貴で丁寧な喋り方をする。妹同様、かなりの世間知らずで、周囲を唖然とさせることがある。武を「武様」と呼んでいる。
榊 千鶴（さかき ちづる）
声：高柳香帆
武のクラスメイトで学級委員長。眼鏡っ娘。生真面目で口うるさくお節介だが、周囲の人望は厚い。武や彩峰の遅刻癖にいつも頭を悩ませており、特に彩峰とは冷戦状態。武のことは「白銀君」と呼ぶ。
彩峰 慧（あやみね けい）
声：吉野なつき
武のクラスメイトで、口数が少なくクラスの中でも飛びぬけて変わっている性格で、焼そば(焼そばパン)が大好き。基本的に意味不明な会話をするが、武とは気が合うようで、よくつるんでいる。また、壬姫とも仲が良い。逆に千鶴とは犬猿の仲。運動能力は抜群で、実は級友達の中でも特にスタイルが良い。武のことは、苗字で「白銀」と呼んでいる。
珠瀬 壬姫（たませ みき）
声：北都南
通称『たま』。武のクラスメイトで、みんなのマスコット的存在。仲間の和を大切に思っており、彩峰・武と榊のケンカを仲裁するのが日課。弓道部所属で相当の実力の持ち主。ピンクの髪と首の鈴がトレードマーク。武のことは「たけるさん」と呼ぶ。
鎧衣 美琴（よろい みこと）
声：野中真澄
武のクラスメイトで、学級副委員長。外見は少年っぽく、マイペースで人の話をあまり聞かない。冒険家の父親に無理矢理拉致され学校を欠席することが多い。また、サバイバル能力は非常に高く、雪中行軍やジャングル踏破を軽くこなす。明るく優しい性格で、武とは3Dロボット格闘ゲーム『バルジャーノン』仲間でもあり、彼を「タケル」と呼ぶ。
社 霞（やしろ かすみ）
声：栗林みな実
交換留学制度でロシアから来た留学生。飛び級で来年度には大学に進学するほどの頭脳の持ち主。ウサギの耳のような銀髪とリボンがトレードマーク。小声でぽそぽそと喋る。現在は純夏の家に居候しており、武のことは「白銀さん」と呼ぶ。
初対面のはずの純夏に感謝したり、武に「社」と呼ばれて泣き出すなど、『マブラヴ オルタネイティヴ』世界の記憶を持っていることが劇中示唆される。
柏木 晴子（かしわぎ はるこ）
声：夏野巳琴
武のクラスメイトでバスケ部所属。ボーイッシュな外見だが、中身はしっかりとした女性。活発でサバサバした性格から、男女を問わず人気が高い。弟が2人おり、子供の感情やゲームなどに詳しい。武のことは「白銀君」と呼んでいる。
神宮司 まりも（じんぐうじ まりも）
声：南綾香
白陵柊の英語教師で、武達のクラス、3年B組の担任。武からは「まりもちゃん」と呼ばれたりしているが、基本的にはしっかりとしたお姉さん的存在。同僚の夕呼とは学生時代からの親友で、彼女にいじり倒される立場。しかし、外見に反して酒癖が非常に悪く、白陵大学在学中に数々の男たちを酒の海に沈めたため「狂犬」の異名を持つ。男運はあまり無い。
香月 夕呼（こうづき ゆうこ）
声：稲葉貴子
白陵柊の物理教師で3年D組担任。かなりの天才だが破天荒な事が大好き。まりもとは親友。様々な策略を巡らせ、武やまりものことをいじり倒す。愛車はランチア・ストラトス。見た目だけなら美人(柏木談)。毎年有明にまりもを連れ出しコスプレさせている。
伊隅 みちる（いすみ みちる）
声：湯川みゆき
白陵柊の卒業生でかつての夕呼たちの教え子。球技大会に夕呼によって招集させられた。
速瀬 水月（はやせ みつき）
声：石橋朋子
白陵柊の卒業生。球技大会に夕呼によって招集させられたうちの一人。面倒見がよい。
涼宮 遙（すずみや はるか）
声：栗林みな実
白陵柊の卒業生。球技大会に夕呼によって招集させられたうちの一人。水月とは親友で、茜の姉。
涼宮 茜（すずみや あかね）
声：上原ともみ
夕呼のクラスの生徒。千鶴とは親友かつライバル。遙は姉。卒業後は水泳留学する予定。
なんだかんだで夕呼の被害者だった模様。
宗像 美冴（むなかた みさえ）
声：隅谷直海
白陵柊の卒業生。球技大会に夕呼によって招集させられたうちの一人。外見も性格も中性的。
風間 檮子（かざま とうこ）
声：三咲里奈
白陵柊の卒業生。球技大会に夕呼によって招集させられたうちの一人。外見は大人しそうな容姿。
築地 多恵（つきじ たえ）
声：中島沙樹
茜のクラスメイト。腐女子的な発言が垣間見られる。変な鳴き声が口癖。興奮したり緊張したりすると話し方に訛りがでる。スタイルの良さは彩峰に迫る。
月詠 真那（つくよみ まな）
声：上田亜紀子
冥夜に従事している侍従長。本気でキレると口調が変わり、目が据わる。
神代 巽（かみよ たつみ）
声：海原エレナ
冥夜に従事しているメイド。雪乃、美凪と3人で「3バカ」と武に揶揄されている。
巴 雪乃（ともえ ゆきの）
声：宮内裕香
冥夜に従事しているメイド。
戎 美凪（えびす みなぎ）
声：まつもとちあき
冥夜に従事しているメイド。
パウル・ラダビノッド
声：若本規夫
教員交換留学制度でインドから赴任してきた白陵柊学園長。
アルフレッド・ウォーケン
声：前島貴志
教員交換留学制度で武たちのクラスにアメリカから赴任してきた教師。3年B組の副担任になる。生徒に厳しく、また日本の文化をかなり誤解している部分がある。日本語は流暢だが、慌てると突如日本語が乱れる。
イルマ・テスレフ
声：大友清里
教員交換留学制度でフィンランドから赴任してきた教師。
イリーナ・ピアティフ
声：高野直子
教員交換留学制度でポーランドから赴任してきた教師。武が思わず見とれてしまうほど美人。3年D組の副担任となる。
月詠 真耶（つくよみ まや）
声：一色ヒカル
真那の従姉妹で、悠陽に従事している。髪の色と眼鏡を着用しているところが真那との違い。
インドラ・サーダン・ミュン
声：成澤まこと
ビーチバレー大会で2回戦の時に登場する女性。仲間に「メスゴリラ」と言われている。
チャック・ザウバー
声：小山力也
球技大会で武に接触してきた、どこかで見たことがあるような謎の男。何をするにも強引で、妙にイラついている。
シェリル・ターナー
声：小宮和枝
各地で現れる謎の女性。ある人物を何故か『デイビッド』と呼んでいる。顔が濃い。

## 暁遥かなり
マブラヴ オルタネイティヴでのBETA戦を基にしたヘックス型戦略シミュレーションゲーム。

### 登場キャラクター
碓氷大尉
声：石川桂奈
神谷少尉
声：石川乃奈
神田少佐
声：藤流水
七瀬大尉
声：本多啓吾

## マブラヴラジオ 出張版
インターネットラジオ『君のぞらじお』内で放送されている『マブラヴラジオ』の特別編を収録。

## マブラヴ オルタネイティヴ トータル・イクリプス ビジュアルノベル
スピンオフ企画としてテックジャイアンにて連載の小説『マブラヴ オルタネイティヴ トータル・イクリプス』の第1話と第2話をビジュアルノベル化したもの。キャラクターや作品の詳細は『マブラヴ オルタネイティヴ トータル・イクリプス』を参照。

### 登場キャラクター
ユウヤ・ブリッジス
声：小野大輔
篁 唯依（たかむら ゆい）
声：中原麻衣
クリスカ・ビャーチェノワ
声：生天目仁美
イーニァ・シェスチナ
声：能登麻美子
ヴィンセント・ローウェル
声：杉田智和
タリサ・マナンダル
声：野川さくら
イブラヒム・ドゥール
声：小山力也
巌谷 榮二（いわや えいじ）
声：菅原正志

## 主題歌
かがやく時空が消えぬ間に
- オープニングテーマ『だってMUV-LUV（だいすき）なんだもんっ☆』
  - 歌：栗林みな実 / 作詞：畑亜貴 / 作曲・編曲：前澤寛之
- エンディングテーマ『かがやく時空が消えぬ間に』
  - 歌：栗林みな実 / 作詞：栗林みな実 / 作曲・編曲：飯塚昌明

マブラヴ オルタネイティヴ トータル・イクリプス ビジュアルノベル
- オープニングテーマ『INSANITY』
  - 歌：奥井雅美 / 作詞：奥井雅美 / 作曲：Monta / 編曲：鈴木Daichi秀行
- エンディングテーマ『Total Eclipse』
  - 歌：奥井雅美 / 作詞・作曲：奥井雅美 / 編曲：鈴木Daichi秀行

## スタッフ
- 原案：吉宗鋼紀
- 原画・キャラクターデザイン：Bou
- へたれ絵原画：八雲剣豪・新野たけし
- シナリオ：タシロハヤト　ほか
- プログラム：號滋樹
- サウンドディレクション：伊藤善之
- 音楽制作：ランティス
- 製作総指揮：吉宗鋼紀